# Patinação de velocidade nos Jogos Olímpicos de Inverno de 2022 - 1500 m feminino
A competição dos 1500 m feminino da patinação de velocidade nos Jogos Olímpicos de Inverno de 2022 foram realizadas no Oval Nacional de Patinação de Velocidade de Pequim, em Pequim, em 12 de fevereiro.

## Medalhistas
| Ouro   | NED Ireen Wüst         |
| Prata  | JPN Miho Takagi        |
| Bronze | NED Antoinette de Jong |

## Recordes
Antes desta competição, os recordes mundiais e olímpicos da prova eram os seguintes:
| Tipo | Atleta          | Tempo       | Local          | Data                    |
| ---- | --------------- | ----------- | -------------- | ----------------------- |
|      | Miho Takagi     | 1:49.83 min | Salt Lake City | 10 de março de 2019     |
|      | Jorien ter Mors | 1:53.51 min | Sóchi          | 16 de fevereiro de 2014 |

## Resultados
| Pos.              | Par | Raia | Atleta                 | País                | Tempo   | Diferença | Notas            |
| ----------------- | --- | ---- | ---------------------- | ------------------- | ------- | --------- | ---------------- |
| Medalha de ouro   | 12  | I    | Ireen Wüst             | NED Países Baixos   | 1:53.28 | —         | Recorde olímpico |
| Medalha de prata  | 15  | O    | Miho Takagi            | JPN Japão           | 1:53.72 | +0.44     |                  |
| Medalha de bronze | 11  | I    | Antoinette de Jong     | NED Países Baixos   | 1:54.82 | +1.54     |                  |
| 4                 | 13  | I    | Ayano Sato             | JPN Japão           | 1:54.92 | +1.64     |                  |
| 5                 | 9   | I    | Marijke Groenewoud     | NED Países Baixos   | 1:54.97 | +1.69     |                  |
| 6                 | 13  | O    | Francesca Lollobrigida | ITA Itália          | 1:55.20 | +1.92     |                  |
| 7                 | 15  | I    | Elizaveta Golubeva     | ROC                 | 1:55.30 | +2.02     |                  |
| 8                 | 10  | O    | Nana Takagi            | JPN Japão           | 1:55.34 | +2.06     |                  |
| 9                 | 7   | I    | Evgeniia Lalenkova     | ROC                 | 1:55.74 | +2.46     |                  |
| 10                | 14  | I    | Brittany Bowe          | USA Estados Unidos  | 1:55.81 | +2.53     |                  |
| 11                | 10  | I    | Han Mei                | CHN China           | 1:56.08 | +2.80     |                  |
| 12                | 14  | O    | Ragne Wiklund          | NOR Noruega         | 1:56.46 | +3.18     |                  |
| 13                | 12  | O    | Ivanie Blondin         | CAN Canadá          | 1:56.49 | +3.21     |                  |
| 14                | 11  | O    | Nadezhda Morozova      | KAZ Cazaquistão     | 1:56.85 | +3.57     |                  |
| 15                | 9   | O    | Yin Qi                 | CHN China           | 1:57.00 | +3.72     |                  |
| 16                | 4   | O    | Ekaterina Sloeva       | BLR Bielorrússia    | 1:58.41 | +5.13     |                  |
| 17                | 6   | O    | Adake Ahenaer          | CHN China           | 1:58.59 | +5.31     |                  |
| 18                | 7   | O    | Yekaterina Aidova      | KAZ Cazaquistão     | 1:59.01 | +5.73     |                  |
| 19                | 8   | O    | Natalia Czerwonka      | POL Polônia         | 1:59.03 | +5.75     |                  |
| 20                | 5   | I    | Mia Kilburg            | USA Estados Unidos  | 1:59.11 | +5.83     |                  |
| 21                | 8   | I    | Nikola Zdráhalová      | CZE República Checa | 1:59.54 | +6.26     |                  |
| 22                | 4   | I    | Elena Sokhryakova      | ROC                 | 1:59.58 | +6.30     |                  |
| 23                | 5   | O    | Maryna Zuyeva          | BLR Bielorrússia    | 1:59.82 | +6.54     |                  |
| 24                | 6   | I    | Maddison Pearman       | CAN Canadá          | 1:59.89 | +6.61     |                  |
| 25                | 3   | O    | Michelle Uhrig         | GER Alemanha        | 2:00.20 | +6.92     |                  |
| 26                | 1   | O    | Huang Yu-ting          | TPE Taipé Chinês    | 2:00.78 | +7.50     |                  |
| 27                | 1   | I    | Ellia Smeding          | GBR Grã-Bretanha    | 2:01.09 | +7.81     |                  |
| 28                | 3   | I    | Sofie Karoline Haugen  | NOR Noruega         | 2:01.57 | +8.29     |                  |
| 29                | 2   | I    | Sandrine Tas           | BEL Bélgica         | 2:03.39 | +10.11    |                  |
| 30                | 2   | O    | Magdalena Czyszczoń    | POL Polônia         | 2:05.64 | +12.36    |                  |

Legenda
| Recorde mundial      | Recorde mundial (World record)               |                       | Recorde africano                      | Recorde africano (African) |                                           | Q | Classificado por posição (Qualified) |
| Recorde olímpico     | Recorde olímpico (Olympic record)            | Recorde da América    | Recorde da América (Americas)         | q                          | Classificado por melhor tempo (Qualified) |   |                                      |
| Melhor marca do ano  | Melhor marca do ano (World leading)          | Recorde asiático      | Recorde asiático (Asian)              | DNS                        | Não largou (Did not start)                |   |                                      |
| Recorde nacional     | Recorde nacional (National record)           | Recorde europeu       | Recorde europeu (European)            | DNF                        | Não terminou (Did not finish)             |   |                                      |
| Recorde pessoal      | Recorde pessoal do atleta (Personal best)    | Recorde da Oceania    | Recorde da Oceania (Oceania)          | DSQ / DQ                   | Desclassificado (Disqualified)            |   |                                      |
| Recorde da temporada | Recorde da temporada do atleta (Season best) | Recorde sul-americano | Recorde sul-americano (South America) | NM                         | Sem marca (No mark)                       |   |                                      |